# Merlo (Buenos Aires)
Merlo je město nacházející se v provincii Buenos Aires v Argentině. Leží v severní části provincie Buenos Aires a východní části země. Je předměstím hlavního města Argentiny Buenos Aires a tvoří tak součást tzv. Metropolitní oblasti Buenos Aires (Gran Buenos Aires). Při sčítání lidu v roce 2010 mělo město 527 658 obyvatel. Merlo bylo založeno v roce 1755.